# 1146
1146 (MCXLVI) a fost un an obișnuit al calendarului iulian.

## Evenimente
- 5 februarie: Victoria a regelui Alfonso al VII-lea al Castiliei asupra maurilor pe câmpia de la Chinchilla, în apropiere de Albacete; emirul maur Sayf al-Dawla al-Mustansir este ucis.
- 7 martie: Abația din Fontfroide adoptă regulile cistercienilor.
- 10 martie: Papa Eugeniu al III-lea este silit să părăsească Roma de către partizanii lui Arnaldo da Brescia și să urmeze un traseu prin Franța, Germania, pentru a reveni apoi în Italia.
- 31 martie: Sfântul Bernard de Clairvaux începe propovăduirea cruciadei la Vezelay; regele Ludovic al VII-lea al Franței și regina Eleanor de Aquitania devin cruciați.
- 23 mai: Regele Alfonso al VII-lea al Castiliei pătrunde în Cordoba.
- 16 iunie: Mercenarul George de Antiohia, aflat în slujba normanzilor, ocupă Tripoli, în Libia, pentru regele Roger al II-lea al Siciliei.
- 13 august: Kievenii îl alungă pe Igor Olgovici, fratele lui Vsevolod al II-lea, pentru a-l desemna pe Iziaslav al II-lea, fiul lui Mstislav I, ca mare cneaz de Kiev.
- 27 august: După moartea regelui Erik Lam (care renunțase anterior la coroană pentru a urma viața monahală), tronul Danemarcei intră în disputa a trei candidați: Canut al V-lea, Sven al III-lea și Valdemar I; statul danez este sfâșiat de numeroase lupte interne, de luptele contra triburilor venzilor și de concurența economică a germanilor.
- 14 septembrie: La moartea lui Zengi, stăpânirile sale se divid între cei doi frați: Nur ad-Din Mahmud devine atabeg de Alep, iar Saif ad-Din Ghâzî atabeg de Mosul.
- 27 octombrie: Cruciatul Joscelin reușeșete să reocupe Edessa pentru scurt timp, profitând de o răscoală a populației armenești; însă reacția promptă a lui Nur ad-Din, atabegul de Alep, îl alungă pe cruciat, ai cărui partizani sunt masacrați.
- 27 decembrie: Bernard de Clairvaux predică la Speyer cruciada a doua, în fața împăratului Conrad al III-lea, pe care îl convinge să participe personal la cruciadă.

### Nedatate
- aprilie: Abd al-Mumin cucerește Fesul; cea mai mare parte din Maroc ajunge sub stăpânirea almohazilor, almoravizii fiind nevoiți să se retragă; în continuare, almohazii trec în Spania, unde emirii musulmani le recunosc autoritatea.
- august: Ladislau al II-lea, unul dintre pretendenții la tronul Poloniei, amenințat de Boleslaw al IV-lea, se refugiază în Saxonia, la curtea împăratului Conrad al III-lea de Hohenstaufen, care atacă Silezia, dar este nevoit să se oprească pe malul Oderului; Boleslaw, duce de Mazovia, obține titlul de mare duce de Polonia.
- Atabegul turc Ildaniz creează o dinastie independentă în Azerbaidjan.
- Normanzii din Sicilia cuceresc Kerkennah de la musulmanii din Tunisia (Ifriqiya).
- Papa Eugeniu al III-lea acordă templierilor dreptul de a purta o cruce roșie pe mantaua albă.
- Predicarea cruciadei în rândul sărăcimii din Germania de către călugărul Raoul face ca mai multe comunități evreiești situate de-a lungul Rinului să fie atacate de către cruciați; Bernard de Clairvaux condamnă în termeni duri aceste pogromuri.
- Prima menționare a orașului Briansk, pe malurile Donului, în Rusia.
- Raid al genovezilor asupra Balearelor (Minorca), stăpânite de musulmani; în continuare, genovezii atacă pe maurii din Almeria, în Spania.
- Revoltă la Toledo îndrepetată atât împotriva francezilor, cât și a evreilor.

## Înscăunări
- 13 august: Iziaslav al II-lea, mare cneaz de Kiev (1146-1154).
- 27 august: Canut al V-lea, rege al Danemarcei (1146-1157).
- 14 septembrie: Nur ad-Din Mahmud, atabeg de Alep (1146-1174).
- 14 septembrie: Saif ad-Din Ghâzî, atabeg de Mosul.
- august: Boleslaw al IV-lea, mare duce de Polonia (1146-1173).

## Nașteri
- Giraldus Cambrensis, cronicar galez (d.c. 1223).

## Decese
- 5 februarie: Sayf al-Dawla al-Mustansir, emir maur (n. ?)
- 1 august: Vsevolod al II-lea Olegovici, mare cneaz de Kiev (n. 1104)
- 27 august: Eric al III-lea, rege al Danemarcei (n. 1120)
- 14 septembrie: Zengi (Imad ad-Din Zengi), conducător al Siriei (n. 1087)